# La Guéroulde
La Guéroulde est une ancienne commune française, située dans le département de l'Eure en région Normandie, devenue le 1er janvier 2016 une commune déléguée au sein de la commune nouvelle de Breteuil.
Les habitants sont des Guérouldois.

## Toponymie
La Guaroude ou La Guéroulde est un hameau qui s'est constitué là où la voie romaine de Condé à Séez franchissait une petite rivière appelée le Rueil, d'où viendrait le nom du lieu : Gué Rueldi devenu Guéroulde.

## Histoire
La Guéroulde existe au moins depuis le XIIe siècle et fait partie des terres de la famille des Essarts. La présence de minerai de fer a permis l'établissement de forges et de hauts-fourneaux qui fermèrent à la fin du XIXe siècle.

### Héraldique
| Armes de La Guéroulde | Ces armes peuvent se blasonner ainsi aujourd’hui : de gueules au chevron d'or, chargé d'une croisette latine de sable, accompagné en chef de deux anilles aussi d'or et en pointe d'une gerbe de blé du même liée de sable. |

## Politique et administration
| Période                                  | Période  | Identité        | Étiquette | Qualité |
| ---------------------------------------- | -------- | --------------- | --------- | ------- |
| 1953                                     | 1964     | Louis Pommeret  |           |         |
| 1964                                     | 1965     | Roger Frémont   |           |         |
| 1965                                     | 1983     | Fernand Brebion |           |         |
| 1983                                     | 1989     | Jean Boucherie  |           |         |
| ....                                     | ....     | à compléter     |           |         |
| mars 2001                                | En cours | Denis Louvard   |           |         |
| Les données manquantes sont à compléter. |          |                 |           |         |

## Démographie
L'évolution du nombre d'habitants est connue à travers les recensements de la population effectués dans la commune depuis 1793. À partir du 1er janvier 2009, les populations légales des communes sont publiées annuellement dans le cadre d'un recensement qui repose désormais sur une collecte d'information annuelle, concernant successivement tous les territoires communaux au cours d'une période de cinq ans. 
Pour les communes de moins de 10 000 habitants, une enquête de recensement portant sur toute la population est réalisée tous les cinq ans, les populations légales des années intermédiaires étant quant à elles estimées par interpolation ou extrapolation. Pour la commune, le premier recensement exhaustif entrant dans le cadre du nouveau dispositif a été réalisé en 2007,.
En 2013, la commune comptait 846 habitants, en évolution de +14,63 % par rapport à 2008 (Eure : +2,66 %, France hors Mayotte : +2,49 %).
| 1793  | 1800  | 1806  | 1821  | 1831  | 1836  | 1841  | 1846  | 1851  |
| ----- | ----- | ----- | ----- | ----- | ----- | ----- | ----- | ----- |
| 1 013 | 1 165 | 1 064 | 1 086 | 1 202 | 1 191 | 1 171 | 1 150 | 1 150 |

| 1856  | 1861  | 1866 | 1872 | 1876 | 1881 | 1886 | 1891 | 1896 |
| ----- | ----- | ---- | ---- | ---- | ---- | ---- | ---- | ---- |
| 1 102 | 1 034 | 962  | 948  | 932  | 918  | 825  | 843  | 802  |

| 1901 | 1906 | 1911 | 1921 | 1926 | 1931 | 1936 | 1946 | 1954 |
| ---- | ---- | ---- | ---- | ---- | ---- | ---- | ---- | ---- |
| 792  | 792  | 692  | 666  | 660  | 646  | 611  | 638  | 646  |

| 1962 | 1968 | 1975 | 1982 | 1990 | 1999 | 2007 | 2012 | 2013 |
| ---- | ---- | ---- | ---- | ---- | ---- | ---- | ---- | ---- |
| 697  | 631  | 612  | 582  | 554  | 622  | 732  | 832  | 846  |

## Vie culturelle
- La Source est une association sociale et éducative fondée par le peintre Gérard Garouste en 1991 qui mélange éducation et art. De nombreuses célébrités y sont venues telles que le chanteur du groupe téléphone Jean-Louis Aubert, Michel Boujenah, etc.